# Par (golf)
Par is een term uit de golfsport. Par is het aantal slagen waarin een gemiddelde professionele golfer een hole zou moeten kunnen spelen. Het woord par is afgeleid van het Latijnse woord voor gelijk. Er zijn mensen die denken dat par staat voor Professional Average Result. Dit is echter een misverstand en dat kan men inzien door te kijken hoe een par voor een hole wordt bepaald. Het aantal slagen dat nodig is om de afstand naar de green te overbruggen telt men op bij twee, het aantal slagen of putts dat men geacht wordt op de green maximaal te maken.
Op de meerderheid van de golfbanen hebben de holes een par van drie, vier of vijf, meestal onderverdeeld naar vier par-3-, vier par-5-, en tien par-4-holes, waarmee het totaal op 72 komt. Wie een par-4 in vijf slagen speelt, komt daarmee op +1, wie het in drie doet juist op −1. Door al die scores bij elkaar op te tellen kom je na het spelen van 9 of 18 holes op een eindscore. Negatieve scores zijn dus juist een teken dat het erg goed ging. Een professional hoort gemiddeld op nul uit te komen en dat geldt ook voor de speler met een handicap na optelling van die handicap.
Voor amateurs worden de par-scores gebruikt voor het berekenen van de handicap. Hiermee wordt aangegeven hoeveel slagen men normaal gesproken meer heeft dan "de gemiddelde professional" om de hele baan te spelen. Als de handicap bijvoorbeeld 18 is, mag men gemiddeld op elke hole één slag meer gebruiken. Omdat de handicap bij de totaalscore wordt opgeteld heeft een handicap voor een amateurgolfer doorgaans een negatieve waarde en is een zogenaamde plushandicap een teken dat de amateur in kwestie een heel goede speler is en het niveau van de professionele golftours aan het benaderen is.
Bij een baan van 9 holes wordt de par van de baan uitgedrukt alsof het een 18 holebaan is. Daarbij worden de holes dan twee keer gespeeld. Omdat sommige 9 holesbanen soms twee verschillende tees hebben voor dezelfde hole kan het voorkomen dat de par bij een dergelijke baan toch een oneven getal is.
Prestatietermen in de golfsport, gerelateerd aan par, zijn:
| Vermelding op scoreboard | Prestatieterm               | Definitie                |
| ------------------------ | --------------------------- | ------------------------ |
| −4                       | condor                      | Vier slagen onder par    |
| −3                       | albatros (of: double-eagle) | Drie slagen onder par    |
| −2                       | eagle                       | Twee slagen onder par    |
| −1                       | birdie                      | Eén slag onder par       |
| +0                       | par (of: even)              | Slagen gelijk aan par    |
| +1                       | bogey                       | Eén slag meer dan de par |
| +2                       | double bogey                | Twee slagen boven par    |
| +3                       | triple bogey                | Drie slagen boven par    |

Bij meer dan vier slagen boven par is er geen aparte benaming meer. Bij vier slagen boven par wordt soms de term quadruple bogey gebruikt, maar gangbaarder is om dit aan te duiden met '4 over par'.